# Депс
„Депс“ је југословенски филм из 1974. године. Режирао га је Антун Врдољак, према сопственом сценарију.

## Радња
У ситним сатима у Загреб улази својим комбијем 36-годишњи криминалац с надимком Депс. Полиција прати његово кретање, јер је у питању човек који је 12 пута осуђиван и који је 15 година провео у затвору. Извршена је пљачка банке, усред дана, а извршитељ није оставио никаквих трагова. Начин, дрскост, па и фото-робот упућују на Депса. Ипак, на идентификацији службеница из банке у њему не препознаје провалника. Резигнирани Депс прихвата посао шофера хладњаче и одлази на пут са девојком коју је у међувремену упознао.

## Улоге
| Глумац             | Улога                |
| ------------------ | -------------------- |
| Беким Фехмију      | Депс                 |
| Милена Дравић      | Депсова девојка      |
| Фабијан Шоваговић  | дежурни судија       |
| Реља Башић         | пијанац              |
| Џевад Алибеговић   | Мијо                 |
| Јован Стефановић   | Илија                |
| Бисерка Алибеговић | банкарска службеница |
| Хелена Буљан       |                      |
| Мато Ерговић       | полицајац            |
| Иво Фици           | професор             |
| Дубравка Гал       |                      |
| Ана Херцигоња      |                      |
| Зденка Хершак      |                      |
| Небојша Кохаревић  |                      |
| Антун Кујавец      |                      |
| Звонко Лепетић     |                      |
| Владо Пухало       |                      |
| Марија Шекелез     |                      |
| Крешимир Зидарић   | Полицијски инспектор |
| Иво Сердар         |                      |
| Драган Миливојевић |                      |
| Анте Румора        |                      |
| Тихомир Поланец    |                      |

## Награде
Пула 74' - Сребрна арена Милени Дравић.